# Moçambique
Moçambique, formellt Republiken Moçambique (portugisiska: Republica de Moçambique), är en republik i södra Afrika. Landet ligger vid Indiska oceanen och gränsar i väst till Sydafrika, Swaziland och Zimbabwe, i norr till Zambia, Malawi och Tanzania. Genom landet rinner två av södra Afrikas viktigaste floder, Zambezi och Limpopo.
Moçambique var ett portugisiskt intresseområde från 1500-talet och blev på 1800-talet koloni. Under lång tid var Moçambique ett centrum för slavhandeln på afrikanska östkusten. Kampen för frihet började år 1962 genom att frihetsrörelsen Frelimo bildades (Moçambiques befrielsefront, ibland skrivet FRELIMO). Diktaturen i Moçambique föll år 1974 och året därpå tog Frelimo över makten  under ledning av Samora Machel.
Moçambique räknas som ett av världens allra fattigaste länder, och är beroende av utländskt bistånd. Exempelvis bidrog Sverige med över 1,5 miljard under år 2021. Befolkningen i landet består av över 60 olika folkgrupper, och det talas omkring 43 olika bantuspråk. I mitten på 2010-talet uppskattades 3 av 4 i landet livnära sig på jordbruk.

## Etymologi
När Vasco da Gamas flotta angjorde Moçambiqueön år 1498 härskade den arabiska köpmannen Mussa Bin Bique och portugiserna kallade därför ön för Moçambique. De byggde fort och ön blev huvudstad i Portugisiska östafrika.

## Historia
Efter nästan fem århundraden som portugisisk koloni, Portugisiska Östafrika, blev Moçambique självständigt 1975 efter moçambikiska självständighetskriget 1964–1974. Detta berodde bland annat på en vänsterinriktad revolution i Portugal 1974, och ett långvarigt gerillakrig i Moçambique under ledning av den marxist–leninistiska gerillan Frelimo och dess ordförande Samora Machel. Landets utveckling hindrades av att den vita portugisiska befolkningen efter självständigheten uppmanades lämna landet inom 48 timmar och därför utvandrade, ett ekonomiskt beroende av Sydafrika, generellt inkompetenta inhemska ledare, korruption, en lång torka och ett långt inbördeskrig som underblåstes av apartheidregimen i Sydafrika. Det regerande partiet Frelimo övergav formellt marxismen 1989. Ett fredsavtal med rebellerna i inbördeskriget förhandlades fram 1992 med hjälp av Förenta nationerna (FN), och 1994 hölls flerpartival men möjligheterna för oppositionen var begränsade. 1999 och 2000 inträffade stora översvämningar vilket skadade den ekonomiska utvecklingen. Landet sökte och erhöll 1995 inträde i Samväldet (Commonwealth of Nations), trots att det aldrig varit en brittisk besittning, utan en portugisisk. Anledningen var det geografiska läget, omgivet av samväldesländer.

## Geografi

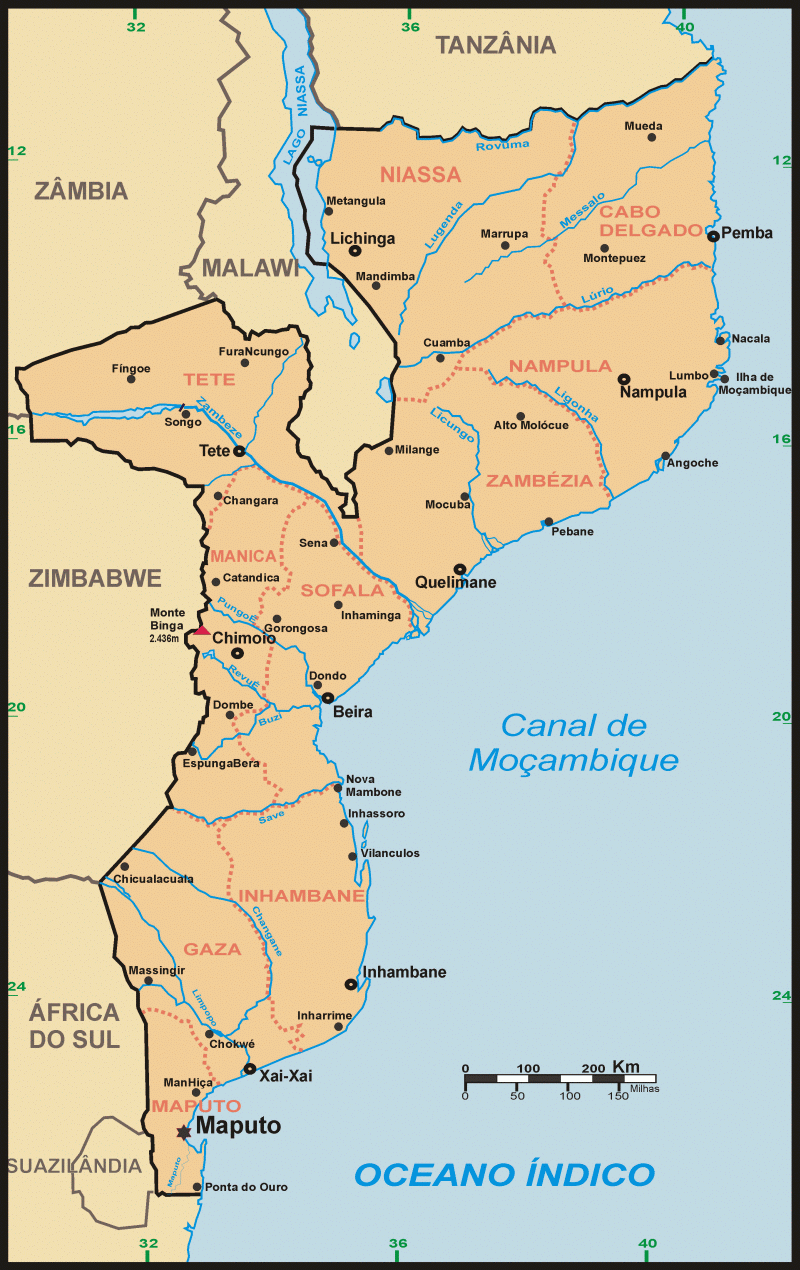
Moçambique.

### Topografi och hydrografi
Moçambiques geografi präglas av sin långa kust mot Indiska oceanen i öster och en nord-sydlig bergskedja i inlandet med Binga (2 437 m ö.h.) som högsta punkt. Landets största floder är Zambezi och Limpopo, som båda rinner ut i Indiska oceanen här. Naturgeografiskt kan landet delas in i tre huvudregioner: Moçambiqueslätten, Zambezihöglandet och Malawiplatån öster om Malawisjön.
Moçambiqueslätten täcker cirka två tredjedelar av landets areal och består av yngre sedimentära lager, särskilt marina kritaavlagringar. Det finns också stora områden med ofruktbar, sandhaltig jordmån. Slätten är bredast i söder, och höjer sig jämnt från kusten in mot Manicaplatån och Malawihöglandet. De mest fruktbara områdena finns runt floderna (förutom Zambezi och Limpopo även Pungué, Buzi, Rovuma och Save). Söder om Zambezis delta präglas kusten av sanddyner och laguner.

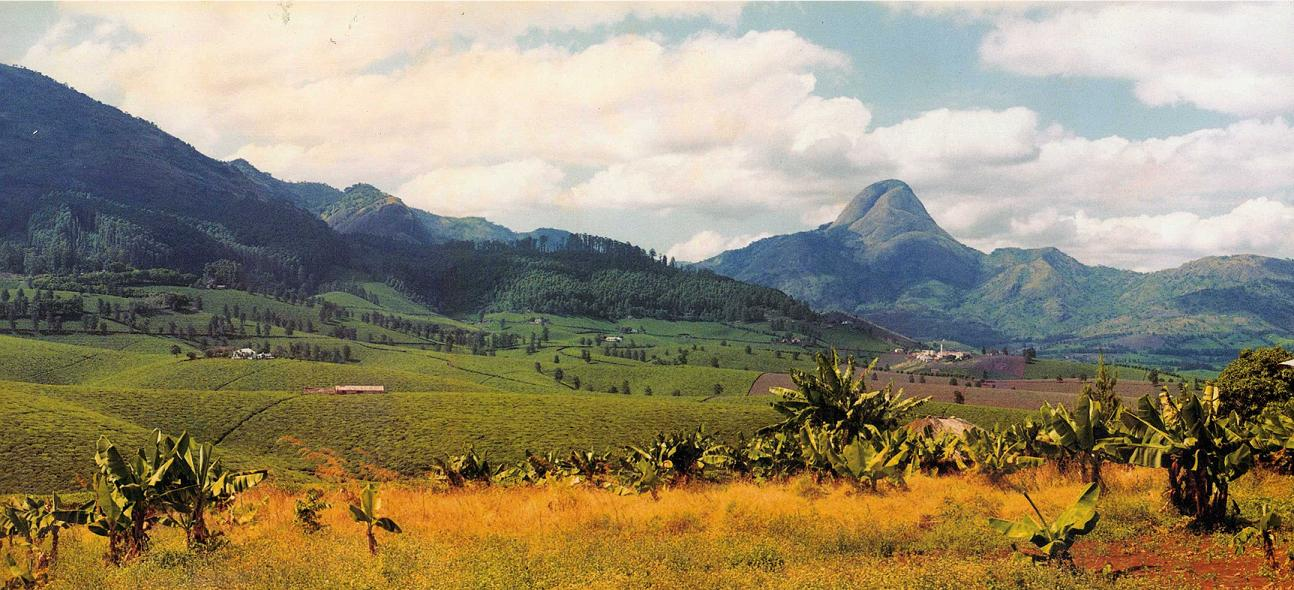
Berget Murresse nära Gurúè i Zambezia-provinsen.

Zambezihöglandet omfattar Manicaplatån och de södra delarna av Malawihöglandet. Området är i stort sett uppbyggt av prekambriska bergarter, kristallina skiffrar och granit, men östkanten består av karroo-lava, som avgränsar höglandet mot Moçambiqueslätten. Manicaplatån är som högst i väst. Vid gränsen mot Zimbabwe ligger landets högsta berg, Binga (2 437 m ö.h.). Kring Zambezi är höglandet nereroderat och vid flodens nedre lopp framträder ett lågland kännetecknat av isolerade inselberg. Malawihöglandet sträcker sig från floden Rovuma i norr till cirka 16° sydlig bredd, och omfattar landet mellan Malawisjön och kusten, vilket mot söder avgränsas av höga bergsmassiv som i Mulanje i grannlandet Malawi når 3 000 m.ö.h. Platån består till största del av prekambriska bergarter, och är genomdragen av förkastningar som löper i nord-sydlig riktning.
Kombinationen av landets låglänta läge vid en ofta cyklondrabbad kuststräcka, och det faktum att de stora sydafrikanska floderna mynnar ut här, har gjort att Moçambique flera gånger drabbats av svåra översvämningar. I februari 2000 drabbades landet av det största regnvädret på 40 år. Limpopo, Save och Zambezi flöt alla över sina bräddar, och det uppstod stora översvämningar med katastrofala följder för stora delar av landet.

### Klimat
Moçambique ligger i den tropiska klimatzonen.  Kustområdet är varmt med hög luftfuktighet på grund av den varma Moçambiqueströmmen som löper söderut längs kusten. Hamnstaden Moçambique har därför en medeltemperatur på 23 °C i juli och 28 °C i januari–mars, medan huvudstaden Maputo längst i söder har 18 °C i juli och 26 °C i februari. Inåt landet är temperaturen lägre till följd av höjden, och även luftfuktigheten är betydligt lägre. Lichinga (1 355 m ö.h.) på Malawiplatån har till exempel en medeltemperatur på 14 °C i juli och 22 °C i november. Zambezidalen har däremot ett hett och fuktigt klimat; Tete har 22 °C i medeltemperatur i juni–juli, och 30 °C i oktober–november.
I kustzonen faller nederbörden i november–april (sommarregn) i anslutning till monsunen från nordost, med en tydlig torrperiod, särskilt i söder. I norr är det i regel två regnperioder och två torrperioder. Nederbördsmängden stiger från norr mot söder till Beira, varefter den återigen avtar. Årsnederbörden är cirka 980 mm i hamnstaden Moçambique, 1 440 mm i Beira och 770 mm i Maputo. Inåt landet avtar nederbörden först, för att därefter stiga över de högre platåerna i väst.

### Naturskydd och miljöproblem
Några av Moçambiques miljöproblem är vattenföroreningar orsakade av gruvdrift, ökenspridning, jorderosion och avskogning. Dessutom förekommer tjuvjakt på afrikanska elefanter för elfenben, och den stora inflyttningen till städer och kustområden skapar olika miljörelaterade problem.
Enligt uppgifter från år 2010 hade Moçambique sex nationalparker och åtta andra slags reservat. Bland nationalparkerna kan nämnas Gorongosa belägen nordväst om Beira. I parken finns alltifrån öppen savann till sluten skog och med en mycket rik storviltfauna. Generellt var tillsynen av skyddade områdena  dålig.

## Styre och politik

### Författning och styre
Moçambiques konstitution antogs den 16 november 2004, trädde i kraft den 21 december samma år och ändrades 2007. Tidigare konstitutioner antogs 1975 och 1990.
Moçambique är en presidentiell republik med den folkvalda presidenten som både statschef och regeringschef. Presidenten har ett 5-årigt mandat och en president får sitta högst 2 mandatperioder i rad. En president måste väljas med absolut majoritet, och om ingen kandidat uppnått detta i den första valomgången, hålls en andra valomgång med de två kandidater som fick flest röster. Presidenten utser premiärministern och regeringen.
Det lagstiftande parlamentet är enkammarförsamlingen Assembleia da República med 250 ledamöter valda på 5-åriga mandat: 248 i valkretsar via ett proportionellt valsystem samt 2 ledamöter valda i enmansvalkretsar som representerar utlandsbosatta moçambikier i övriga Afrika samt Europa. I val till parlamentet tillämpas en femprocentspärr.
Landet har allmän och lika rösträtt från 18 års ålder. Moçambiques president sedan den 15 januari 2015 är Filipe Nyusi.

### Administrativ indelning

Moçambiques administrativa indelning.

Moçambique är indelat i en stad (portugisiska: cidade) och tio provinser (portugisiska: provincias):
1. Niassa
2. Cabo Delgado
3. Nampula
4. Tete
5. Zambezia
6. Manica
7. Sofala
8. Gaza
9. Inhambane
10. Maputo (stad)
11. Maputo (provins)[4]

### Politik
Sedan år 1994 har fria demokratiska val hållits i landet. Samma parti, Frelimo, har dock innehaft makten sedan landet blev självständigt och till åtminstone början av 2020-talet. I parlamentsvalet 2014 fick t ex FRELIMO 55,9 % och RENAMO 32,5 % av rösterna och i presidentvalet samma år fick Filipe Nyusi, Frelimo 57 % mot bland annat Afonso Dhlakama, RENAMO som fick 36,6 % av rösterna.
Politiken och ekonomin anses i början av 2020-talet vara stabil och under utveckling, även om det fortsatt råder problem med fattigdom, hiv och aids samt korruption.

### Rättsväsen
I Moçambique tillämpas en blandning av portugisisk civil law och sedvanerätt som rättssystem. Enligt The World Factbook så kan islamsk lag (Sharia) förekomma i byar på landsbygden med huvudsakligen muslimsk befolkning och där ingen formell lagstiftning tillämpas.
Moçambiques rättsväsen präglas av juridisk pluralism. Det formella rättsväsendet består av Högsta domstolen, Konstitutionsrådet, en förvaltningsdomstol i huvudstaden,  provinsdomstolar samt ett antal specialdomstolar. Detta system är förhållandevis underutvecklat och täcker inte behovet. Ett parallellt system har därför vuxit fram där andra aktörer såsom polis, lokal administration, byhövdingar och traditionella myndigheter kan utöva rättskipning. Konstitution garanterar att rättsväsendet ska vara oberoende, men i praktiken styr presidenten genom att denne utser domare, och både domare och åklagaren utsätts för partskontroll.

### Internationella relationer
Moçambique prioriterar goda relationer med grannländerna och Sydafrika är av avgörande betydelse för landet. Frelimo-regeringens nära kontakter med Sovjetunionen och Östeuropa upphörde i och med kommunismens sammanbrott i slutet av 1980-talet. Moçambique har sedan dess goda relationer med västvärlden.

### Försvar
År 2021 var värnplikt obligatorisk för samtliga män och kvinnor vid 18 års ålder och tjänsteplikten var två år. Kvinnor kunde tjänstgöra som officerare eller rekryter.
År 2021 bestod Moçambiques väpnade styrkor av runt 11 000 personer fördelade på armé, marin och flygvapen. Ungefär 10 000 personer beräknades tillhöra armén.
Säkerhetsstyrkor fanns dessutom i form av den nationella polisen,  den nationella kriminalpolisen, enheten för snabba ingripanden samt gränssäkerhetsstyrkan. Övriga säkerhetsstyrkor inkluderade presidentgardet och styrkan för skydd av högnivåindivider.
Försvarsmaterielen bestod i första hand av gammal sovjetisk utrustning uppblandad med modernare utrustning som tillkommit i form av donationer och bistånd från olika länder.

## Ekonomi och infrastruktur
Kriget för självständighet och det efterföljande inbördeskriget fick förödande konsekvenser för Moçambiques ekonomi. Landet är ett av världens fattigaste, trots att det har stora naturresurser. När inbördeskriget upphörde blev dock den ekonomiska tillväxten kraftig. Mellan åren 2003 till 2013 var tillväxten 6 till 8 % varje år. Enligt uppgifter från år 2022 finns fortsatt utvecklingspotential inom jordbruksindustrin, gruvdriften och kolväteutvinningen. År 2016 utlöstes dock ekonomisk kris.
År 1980 ersattes valutan som användes under kolonialtiden och hyperinflation utbröt snabbt i landet. Reformer genomfördes både politiskt och ekonomiskt under 1990-talet vilket medförde att landet återfick kontrollen över inflationenen. Värdet på landets valuta hade emellertid sjunkit dramatiskt och år 2006 devalverades den till en tusendel av det gamla värdet.

### Näringsliv
| Sektor   | Andel av BNP  | Andel av arbetskraften |
| -------- | ------------- | ---------------------- |
| Jordbruk | 23,9 % (2017) | 74,4 % (2015)          |
| Industri | 19,3 % (2017) | 3,9 % (2015)           |
| Service  | 56,8 % (2017) | 21,7 % (2015)          |

#### Energi och råvaror
År 2019 hade en tredjedel av befolkningen tillgång till elektricitet, och tillgången var betydligt högre i urbana områden än på landsbygden. År 2016 till 2017 producerades 16 % av landets energiförsörjning med hjälp av fossila bränslen, 83 % av energiförsörjningen kom från vattenkraft och cirka 1 % beräknades komma från andra förnybara energikällor.
Moçambique har många floder som kan generera vattenkraft. Vattenkraftverket Cahora Bassa i Zambezifloden byggdes av portugiserna och blev klart 1975, men den mesta elen exporteras till Sydafrika.
Moçambique har goda naturtillgångar, bland annat olja och naturgas, samt en rad metaller och mineraler t ex  bauxit och kol.

#### Industri
Under kolonialtiden hade Moçambique en av södra Afrikas mest utvecklade industrier i kombination med strategisk infrastruktur, samt rik tillgång till energi genom vattenkraft. Men krig och ekonomiska problem gjorde att utvecklingen bromsade in. Trots detta är en stor andel av befolkningen sysselsatta inom industrin. Det stora problemet har varit att utvecklingen, oavsett industriområde, drivits av utländska investerare. Ett annat problem är att en stor del av befolkningen i Moçambique är så fattig att industriproduktionen i stort är inriktad på export.

### Infrastruktur

#### Transporter
| Transportnät | Antal            | Varav                    |
| ------------ | ---------------- | ------------------------ |
| Flygplatser  | 98 st (2013)     | 21 var asfalterade       |
| Järnväg      | 4,787 km (2014)  |                          |
| Vägnät       | 31,083 km (2015) | 7,365 km var asfalterade |

#### Utbildning och forskning
Skolan har under lång tid varit ett prioriterat område i Moçambique. Primärskolan är sju år, fördelat på två år plus fem år, och är obligatorisk samt tillhandahålls gratis. 
Sekundärskolan är frivillig och även den uppdelad i två delar, varav första delen är tre år och den andra är två år.
År 2017 var andelen läs- och skrivkunniga 60,7 %. Målet är att alla barn ska börja skolan och sedan mitten av 1990-talet, då den politiska situationen förbättrades, har andelen ökat till att den år 2018 var 93,9 %. Alla barn fullföljde dock inte grundskolan och skillnaden i andel mellan urbana områdena och landsbygdsområden kvarstod. Ungefär hälften av eleverna fullföljde inte årskurs fem och ett stort problem är att många slutar skolan utan grundläggning läs- och skrivkunnighet.

## Befolkning
Vid självständigheten 1975 lämnade de flesta ur den portugisiska folkgruppen landet, vilket ledde till en kortvarig befolkningsnedgång. Krig och torka har även påverkat den demografiska utvecklingen under 1980- och 1990-talen.
Kustlandet är den mest tätbefolkade delen av Moçambique, särskilt områdena norr om Zambezis delta. Den stora majoriteten av befolkningen bor på landsbygden, och många lever fortfarande i naturahushåll. Stadsbefolkningen utgör endast cirka 10 %. De största städerna är huvudstaden Maputo, hamnstaden Beira och Nampula, som är centrum för den norra delen av landet.

### Demografi

#### Minoriteter
Befolkningen består av över 60 olika bantufolk,  varav den största gruppen är makua-lomwe. Dessa utgör drygt hälften av befolkningen och är, tillsammans med de islamiserade yao (3 %) och makonde (1 %), de viktigaste folkgrupperna norr om Zambezi. Söder om Zambezi lever bland andra tsonga eller thonga (24 %) och shona (6 %). Etniska minoriteter är kineser, indier (från Goa),  pakistanier och européer som mestadels utgörs av portugiser. Den portugisiska befolkningen, som översteg 250 000 före 1975, minskade kort tid efter självständigheten till under 15 000.

### Språk
Portugisiska är officiellt språk. Cirka 98 % av befolkningen talar olika bantuspråk, varav makua är förhärskande i de norra kustområdena, och tsonga i de södra. Vidare talas bland annat nyanja i nordväst, lomwe i nordost och de mellersta delarna, samt swazi i söder. Swahili används som handelsspråk i norr.

### Religion
Enligt beräkningar från 2007 tillhörde befolkningen följande religioner:
| Religion                | Andel  |
| ----------------------- | ------ |
| Romersk-katolska kyrkan | 28,4 % |
| Ingen religion          | 18,7 % |
| Islam                   | 17,9 % |
| Sionistkyrkor           | 15,5 % |
| Pentekostalism          | 10,9 % |
| Anglikanism             | 1,3 %  |
| Övriga religioner       | 6,7 %  |
| Ospecificerad religion  | 0,7 %  |

### Hälsa
| Hiv och aids          | 2014    | 2020      |
| --------------------- | ------- | --------- |
| Andel av befolkningen | 10,58 % | 11,5 %    |
| Antal                 |         | 2 100 000 |
| Dödsfall per år       |         | 38 000    |

Hiv är ett stort hälsoproblem. Även om befolkningsandelen som är smittad är fortsatt hög, kan en del förbättringar iakttas. Antalet dödsfall till följd av aids har mellan år 2010 och 2020 minskat med 43 % och antalet nya smittade beräknas under samma period ha minskat med 33 %, enligt FN:s organ UNAIDS. År 2020 beräknades det dock fortfarande finnas runt 400 000 personer i Moçambique som inte var medvetna om att de bar på sjukdomen.

### Övrig befolkningsdata
Den senaste folkräkningen hölls den 1 augusti 2007 och då uppgick den faktiskt befintliga befolkningen i Moçambique (de facto) till 20 252 223 invånare, varav 9 746 690 män och 10 505 533 kvinnor. Folkräkningar hade tidigare hållits 1997, 1980, 1970, 1960 och 1950. Invånartalet i Moçambique uppskattades i juli 2016 av The World Factbook till 25 930 150 invånare, medan Förenta nationerna uppskattade befolkningen 1 juli 2016 till 28 751 000.

## Kultur
Under kolonialtiden försökte portugiserna utrota den traditionella kulturen, som de ansåg var primitiv.

### Konstarter

#### Musik och dans
När Moçambique blev självständigt 1975 återupplivades den moçambikanska kulturen och musik och dans bröt plötsligt ut på den offentliga scenen. Den mest typiska musiken, marabenta från södra Moçambique började höras överallt i städerna.

#### Litteratur

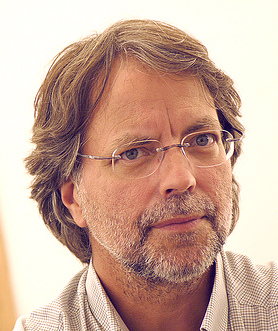
Mia Couto.

### Traditioner

#### Matkultur
Maten i Moçambique har influerats av det portugisiska och det arabiska köket. Araberna förde med sig ingredienser som lök, lagerblad, vitlök, färsk koriander, paprika, chilipeppar, och vin. 
Maten är vanligtvis kryddstark med chilipeppar, vitlök och citron som förekommer rikligt i matlagningen. Piri-piri betyder ungefär "kryddigt-kryddigt" och kryddblandningen är en av de mest signifikativa smakerna i landets kök. Blandningen görs traditionellt på krossad röd chili, vitlök och salt med olivolja och citronsaft.
Några av de rätter som är populära i Mocambique är kakana, matapa, xiguinha, kål, galinha zambeziana, piripiri-kyckling, carapau och xima (kallat ugali i andra länder).
Frukost är vanligen en lättare måltid såsom en äggmacka, majsgröt och te. Dagens huvudmåltid äts vanligen vid middagstid (lunch) och kallas "almoço". I städer och större samhällen äts lunch ofta från gatukök. Vanliga lunchrätter är bland andra pregos (stek-smörgåsar) grillad kyckling och grytor eller curryrätter serverade med ris.
Middag ("jantar") är ofta huvudrätten för Moçambiques stadsbor. En mer formell moçambicansk middag är en unik blandning som kombinerar portugisisk mat med afrikanska influenser.

## Internationella rankningar
| Organisation                                | Undersökning                   | Bedömning                                   | Rankning   |
| ------------------------------------------- | ------------------------------ | ------------------------------------------- | ---------- |
| The Economist                               | Demokratiindex 2018            | 3,85 - Auktoritär (10 är bäst)              | 116 av 167 |
| Heritage Foundation/The Wall Street Journal | Ekonomisk frihet-index 2019    | 48,6 (Repressed; 100 är bäst)               | 163 av 180 |
| FN:s utvecklingsprogram                     | Human Development Index 2018   | 0,446 - Low human development               | 180 av 189 |
| Transparency International                  | Korruptionsindex 2018          | 23 (0 är väldigt korrupt, 100 väldigt rent) | 158 av 180 |
| Reportrar utan gränser                      | World Press Freedom Index 2019 | 32,66 (0 är bäst)                           | 103 av 180 |